# خلیل آملی
خلیل آملی با نام کامل خلیل بن ابی بکر بن خلیل آملی، ریاضیدان و منجم سده هشتم هجری قمری از مردمان طبرستان بود.
خلیل آملی در مقابل مدرسه رکنیه در یزد در رصد خانه‌ای بنا نمود و به رصد مشغول بود. وی از پایه گذاران ابتدایی ساعت شهری برای شناساندن زمان است.